# مردم لپچا
مردم لپچا (انگلیسی: Lepcha people) که همچنین با نام رونکوپ (Rongkup) نامیده می‌شوند، در زمره مردم بومی ایالت سیکیم هند و نپال قرار دارند که جمعیت آنها حدود ۸۰٬۰۰۰ نفر است. خیلی از مردم متعلق به لپچا در منطقه غرب و جنوب‌غرب بوتان، تبت، دارجلینگ، استان کوچی در شرق نپال و در مناطق مرتفع تپه ای بنگال غربی قابل مشاهده هستند. مردم لپچا از چهار جامعه متمایز تشکیل شده‌اند که شامل رنجونگمو (Renjóngmú) در سیکیم، دامسانگمو (Dámsángmú) در کالیمپونگ و کارشیونگ و میریک، آیلامو (ʔilámmú) در بخش ایلام نپال، و پرومو (Promú) در سامتس و چوخا از جنوب‌غربی بوتان هستند.